# 姑句
姑句（？—2年），西汉后期车师后王国的国王。
汉平帝元始二年（公元2年），戊己校尉徐普得知从车师后国经罗布泊东北有新道，通玉门关，往来差近，徐普想要开通，姑句不同意。戊己校尉的屯田地区与匈奴南将军的辖区相邻，界限不分明，召请姑句来作证，姑句也不肯答应，徐普即拘禁姑句。姑句妻劝他归降匈奴，于是姑句骑马逃出，与去胡来王唐兜率其妻子人民逃亡归降匈奴。新都侯王莽遣中郎将王昌等使匈奴，对单于说西域内属汉朝，匈奴不当接受。于是单于遣使送还姑句。王莽诏西域诸国王，在军前斩杀姑句以示众。